# 津富宏
津富 宏（つとみ ひろし、1959年〈昭和34年〉11月 – ）は、日本の法務官僚、社会学者（犯罪学・刑事政策・評価研究・青少年自立支援）。学位はMaster of Science（ウィスコンシン大学マディソン校・1988年）。立教大学コミュニティ福祉学部特任教授、静岡県立大学名誉教授。
法務省矯正局調査係係長、浪速少年院教育部門統括専門官、矯正研修所教官、国際連合アジア極東犯罪防止研修所教官、静岡県立大学国際関係学部教授などを歴任した。

## 概要
犯罪学、刑事政策、評価研究、青少年自立支援などを専攻する社会学者である。法務省矯正局調査係係長、浪速少年院教育部門統括専門官、矯正研修所教官を経て、国際連合アジア極東犯罪防止研修所の教官となった。静岡県立大学に転じ、国際関係学部の助教授、准教授を経て教授となった。学内ではキャリア支援センターのセンター長や学生部の副部長などを務めた。その後、立教大学に転じるとコミュニティ福祉学部の特任教授となった。また、特定非営利活動法人である青少年就労支援ネットワーク静岡で代表を務めるとともに、「セカンドチャンス!」の代表も務めた。

## 来歴

### 生い立ち
1959年生まれ。1983年に東京大学の教養学部教養学科を卒業した。

### 官界での活動
1983年、多摩少年院に採用される。その後、浪速少年院の教育部門統括専門官や矯正研修所の教官などを務めた。法務省の本省では、矯正局調査係の係長にも就いた。その間、アメリカ合衆国のウィスコンシン大学マディソン校にて大学院の修士課程に学び、学位としてMaster of Scienceの修士号を取得した。また、一時、矯正協会附属中央研究所にも出向した。国際連合アジア極東犯罪防止研修所の教官を務めたのち、学究活動に従事するため退官した。

### 学界での活動
退官後、静岡県立大学の国際関係学部国際関係学科にて助教授に就任した。その後、静岡県立大学の国際関係学部国際関係学科にて准教授を務めた。また、同大学の大学院にて国際関係学研究科比較文化専攻の准教授も兼務しており、同大学の附属グローバル・スタディーズ研究センターの研究員としても活動していた。龍谷大学では矯正・保護研究センターの共同研究員を務めていた。また、ストックホルム犯罪学賞の審査員でもある。2011年、静岡県立大学国際関係学部国際関係学科にて教授に昇任した。
その後、立教大学に移ることになり、2024年4月にコミュニティ福祉学部コミュニティ政策学科にて特任教授に就任した。また、同大学の大学院においては同年4月よりコミュニティ福祉学研究科コミュニティ福祉学専攻の特任教授も兼務していた。なお、古巣である静岡県立大学においては2024年11月21日の名誉教授称号証書授与式にて名誉教授の称号が授与された。

### 社会的な活動
少年院出院者の更生を支援する団体「セカンドチャンス!」の設立にともない代表に就任し、情報交換などを通じて少年院出院者らの自立や社会復帰を支える活動に取り組んでいる。

## 研究
津富の研究対象は社会学であり、なかでも犯罪学を専門としている。法務省など各機関での勤務経験を基に、犯罪学者として活動している。特筆すべき点としては、キャンベル共同計画（いわゆるC2）に参画している点が挙げられる。この計画はアメリカ合衆国司法省司法研究所、イギリス内務省、カナダ司法省、などから支援を受けており、津富は同計画の刑事司法部会の運営委員会で日本人唯一の委員を務めている。この計画は、根拠に基づく医療を推進したコクラン共同計画のいわば社会科学版である。
また、アメリカ合衆国の犯罪学者であるローレンス・シャーマンらの著書や心理学者のデビッド・ロウの著書を訳すなど、学術書や専門書の執筆、翻訳にも携わっている。

## 略歴
- 1959年 - 誕生。
- 1983年 - 東京大学教養学部卒業。
- 1983年 - 法務省入省。
- 1988年 - ウィスコンシン大学マディソン校大学院修了。
- 1989年 - 矯正協会附属中央研究所出向。
- 1991年 - 法務省矯正局調査係係長。
- 1993年 - 浪速少年院教育部門統括専門官。
- 1996年 - 矯正研修所教官。
- 1999年 - 国際連合アジア極東犯罪防止研修所教官。
- 2003年 - 静岡県立大学国際関係学部助教授。
- 2007年 - 静岡県立大学国際関係学部准教授。
- 2011年 - 静岡県立大学国際関係学部教授。
- 2024年 - 立教大学コミュニティ福祉学部特任教授[2]。
- 2024年 - 立教大学大学院コミュニティ福祉学研究科特任教授[2]。
- 2024年 - 静岡県立大学名誉教授[3]。

## 著作

### 共著
- 津谷喜一郎・津富宏・正木朋也著『人文社会科学でも実験は可能だ――キャンベル共同計画と政策評価の現状と将来』東京大学大学院薬学系研究科医薬経済学、2003年。

### 翻訳
- イアン・K・クロンビー著、津富宏訳『医療専門職のための研究論文の読み方――批判的吟味がわかるポケットガイド』金剛出版、2007年。ISBN 9784772409889
- ローレンス・W・シャーマンほか編、津冨宏・小林寿一監訳、島田貴仁ほか訳『エビデンスに基づく犯罪予防』社会安全研究財団、2008年。ISBN 9784904181027
- D・C・ロウ著、津富宏訳『犯罪の生物学――遺伝・進化・環境・倫理』北大路書房、2009年。ISBN 9784762826863